# Abdij van Binderen
De Abdij van Binderen was een abdij in Helmond die rond 1244 is gesticht door Maria van Brabant.

## De legende
Maria van Brabant raakte met haar paard en page verdwaald tijdens een jachtpartij. Per ongeluk kwam zij met paard in een moeras terecht. Uit nood bad zij tot God en sprak de woorden: "'O God, wees mij genadig, verlos mij uit deze nood. O God 'k binder in!'!" Niemand hoorde haar, toen zij aan God beloofde een klooster te stichten werd de grond onder haar weer vast en kon zij het moeras ongedeerd verlaten. Het moeras blijkt achteraf niet geschikt te zijn voor bebouwing. Tijdens een avond vroeg zij tijdens haar gebed aan Maria om een geschikte plaats. Toen zij vanuit 't Oude Huys naar buiten keek zag zij op een hoog veld bij rivier de Aa een aantal cisterciënzer nonnen in wit habijt, in gezelschap van zes jonkvrouwen, lopen. Uiteindelijk is dit de vestigingsplek van het klooster geworden. De naam van het klooster werd genaamd naar het angstig avontuur van Maria van Brabant; Binder-in, oftewel Binderen.
Dit verhaal is echter gebaseerd op een mythe ofwel volksverhaal en dient niet als realiteit te worden beschouwd.

## Geschiedenis

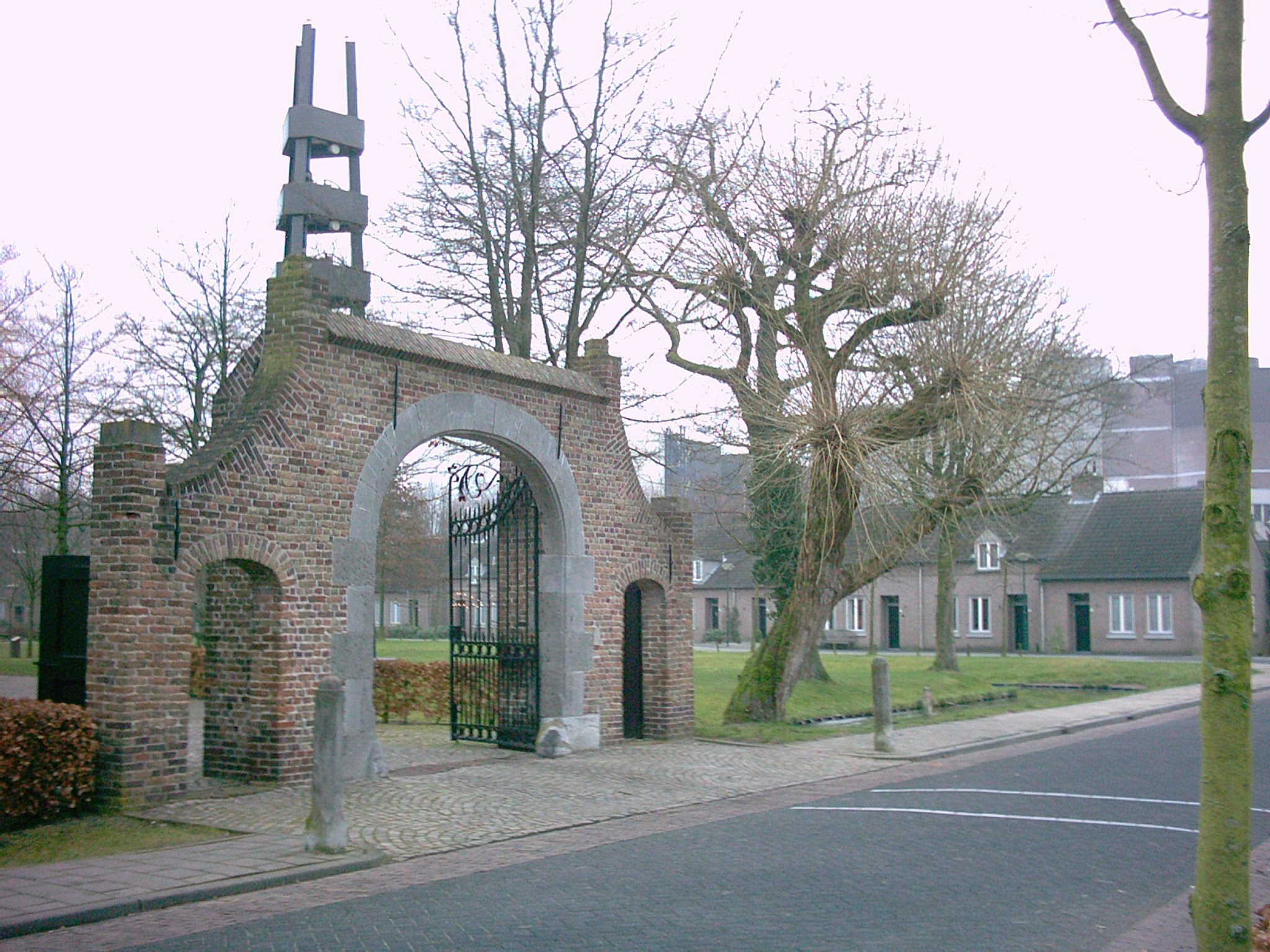
De originele poort van Binderen te Lieshout

De abdij was een gebedshuis voor adellijke dames. Het klooster groeide uit tot een gerenommeerd cisterciënzer-klooster met veel bezittingen rond Helmond en omgeving. Het klooster werd in 1587 getroffen door de stadsbrand van dat jaar, maar is daarna weer opgebouwd. De Vrede van Münster (1648) betekende het einde van het klooster. Delen werden afgebroken maar het hoofdgebouw werd in gebruik genomen als adellijke woning. Tot in de 18e eeuw werd Binderen bewoond, maar raakte wel steeds verder in verval. Ten slotte volgde in 1776 afbraak.
Alles wat in het Helmond van heden herinnert aan de Abdij van Binderen is de naam van de buurtschap en nog aanwezige grachten. Verder is er een voormalige schapenstal die dient als kapel, de zogeheten Kapel van Binderen. Aan de ingang van het terrein staat een replica van de toegangspoort van de abdij. De originele poort is rond 1800 door de toenmalige eigenaar de Heer van Croy als inzet gebruikt bij een kaartspel. Na verlies is de poort overgebracht naar Lieshout en vormt daar thans de hoofdtoegang naar het voorterrein van de later gebouwde Sint-Servaaskerk.
De straten die naar de abdij liepen dragen nog steeds de namen Bindersestraat en Binderseind.

## Mirakels van Binderen
Zoals boven beschreven was het avontuur van Maria van Brabant in het moeras het eerste mirakel van Binderen. In de volksmond is het tweede mirakel van Binderen wel het terugvinden van een grafsteen van zuster Levina van Eyll. Zij overleed in 1633. Op haar grafsteen staat ook haar zuster Johanna, abdis van Binderen. De vraag is echter, of deze steen ook daadwerkelijk als zodanig is gebruikt. De steen sneuvelde tijdens de afbraak van het klooster. De ene helft werd door Augustus Stassen teruggevonden bij kasteel Croy, de andere helft verdween spoorloos.
Eind 2005 kwam de Deurnese hovenier Pieter van Nunen tijdens een fietstocht langs het kapelletje en zag daar de beschadigde grafsteen staan. Tot zijn verbazing herkende hij de steen. Deze leek namelijk erg veel op de steen die hij tegen zijn huis had staan. Die had Pieter enkele jaren daarvoor gevonden in een beekje in Deurne. Hoe de steen daar terecht is gekomen, is de vraag; waarschijnlijk werden delen van Binderen naar Deurne vervoerd als bouwmateriaal.
Inmiddels is de ontbrekende helft van de grafsteen herenigd met de andere helft bij de kapel van Binderen, en zo zijn de twee zusters na een scheiding van 372 jaar bij elkaar.

## Vernoemingen
- Ten westen van de dorpskom van Deurne ligt de buurtschap Grote Bottel, waarvan de voornaamste boerderij tussen 1246 en 1648 toebehoorde aan het klooster te Binderen. Om die reden werd een weg in de nabijheid van deze buurtschap in het midden van de twintigste eeuw Binderen genaamd. Het deel van de Deurnese rondweg, dat de Helmondsingel verbindt met de Vlierdenseweg, doorsnijdt het terrein van de voormalige buurtschap Grote Bottel en is daarom bij de aanleg omstreeks 1998 Binderendreef genaamd. Het bedrijventerrein dat in Deurne ten westen van deze rondweg op de vroegere akker van de buurtschap Grote Bottel is aangelegd heeft de naam Binderen-zuid I en II gekregen. Vaststelling gelijknamige bestemmingsplan gebeurde eind 2016.
- In Gemert is ook een straat met de naam Binderseind. Het is niet bekend of deze straat ook naar een bezit van de abdij is genoemd.